# Earl Boykins
Earl Antoine Boykins (Cleveland, Ohio, 2 de junio de 1976) es un exjugador de baloncesto estadounidense que disputó 13 temporadas en la NBA. Con una altura de 1,65 metros, es el segundo jugador más bajo en la historia de la NBA, tras Muggsy Bogues, que mide 1,60 metros.

## Carrera

### Universidad
Boykins asistió a la Universidad Eastern Michigan desde 1995 hasta 1998, siendo elegido en el mejor quinteto de su conferencia en su año sénior y júnior. Durante su temporada de sénior, Boykins fue con 26.8 puntos por partido el segundo máximo anotador de la NCAA. 

### NBA
Boykins ha jugado en Cleveland Cavaliers, New Jersey Nets, Orlando Magic, Los Angeles Clippers, Golden State Warriors, Denver Nuggets, Milwaukee Bucks y Charlotte Bobcats. También pasó dos años en la CBA jugando en Rockford Lightning. Con sus 1,65 m de altura, Boykins es el jugador más bajo en activo de la liga, y el segundo de la historia detrás de Muggsy Bogues (1,60 m).
Tras deambular por varios equipos de la NBA, Boykins encontró finalmente un contrato garantizado en Denver Nuggets en 2004. El rol principal de Boykins siempre ha sido salir del banquillo e inyectar energía ofensiva a su equipo, en parte porque es uno de los bases más rápidos de la liga. El 18 de enero de 2005, Boykins batió el récord de más puntos en una prórroga, con 15, aunque posteriormente Gilbert Arenas lo superaría con 16.
El 11 de enero de 2007, Boykins fue traspasado a Milwaukee Bucks a cambio de Steve Blake, donde ha promediado 14 puntos por noche. Como curiosidad, Boykins es el jugador más bajo en anotar 30 puntos o más. Al finalizar la temporada, el jugador no renovó y se convirtió en agente libre hasta el 31 de enero de 2008, cuando firmó un contrato con Charlotte Bobcats.

### Europa
El 6 de agosto de 2008 firma como agente libre por el Virtus Bologna italiano, con el que el 26 de abril de 2009 se proclamó campeón del EuroChallenge, siendo además el máximo asistente de la competición.

### Regreso a la NBA

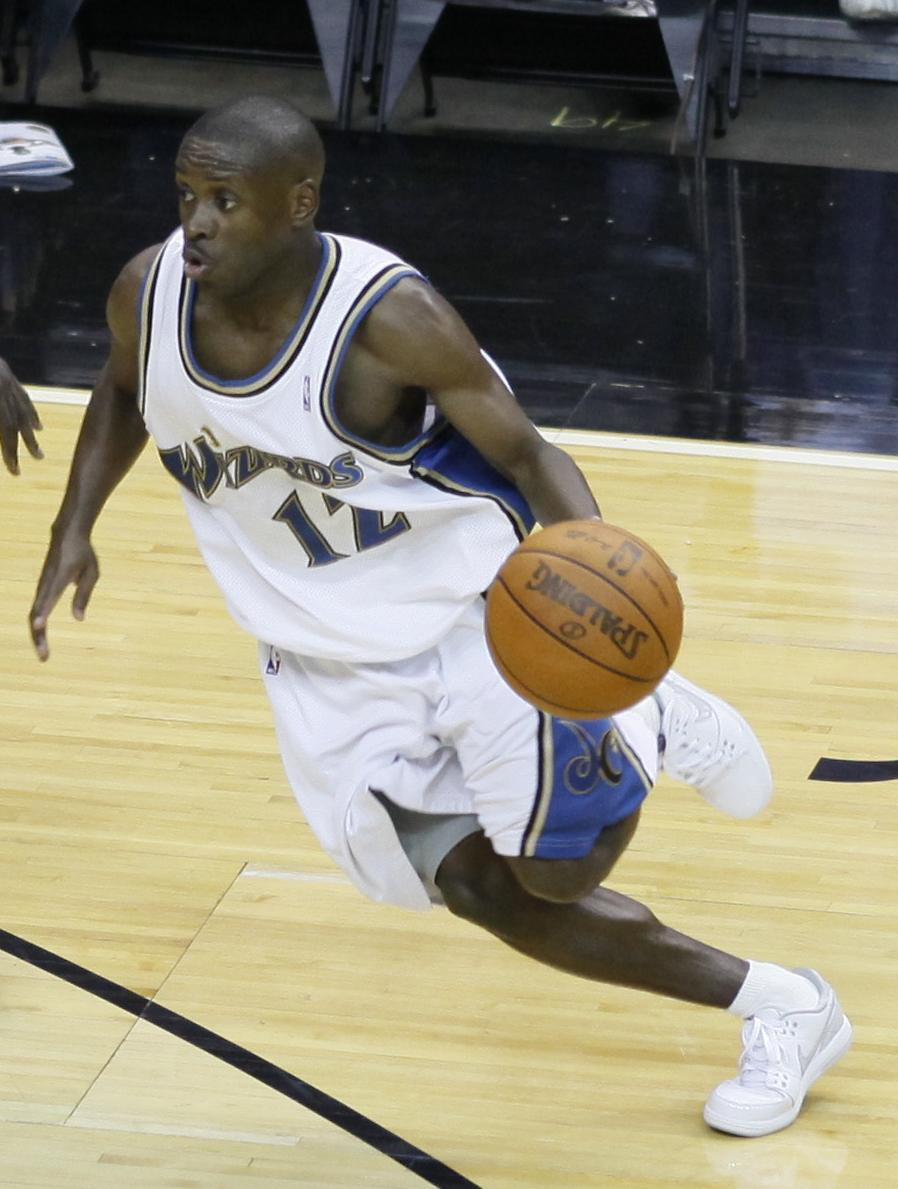
Earl Boykins con los Wizards en 2009.

La temporada 2009/10 regresó a Estados Unidos firmando un contrato por los Washington Wizards con los que promedió un total de 7.5 puntos y 2.9 asistencias por encuentro. En agosto de 2010 se comprometió por un año y 1.3 millones de dólares con los Milwaukee Bucks que se convertían en su noveno equipo en la NBA. En marzo de 2012 ficha por Houston Rockets como agente libre.

## Estadísticas de su carrera en la NBA

### Temporada regular
| Año     | Equipo        | PJ  | PT | MPP  | %TC  | %3P  | %TL  | RPP | APP | ROB | TPP | PPP  |
| ------- | ------------- | --- | -- | ---- | ---- | ---- | ---- | --- | --- | --- | --- | ---- |
| 1998–99 | New Jersey    | 5   | 0  | 10.2 | .476 | .200 | .000 | .8  | 1.2 | .2  | .0  | 4.2  |
| 1998–99 | Cleveland     | 17  | 0  | 10.0 | .345 | .154 | .667 | .8  | 1.6 | .3  | .0  | 2.6  |
| 1999–00 | Orlando       | 1   | 0  | 8.0  | .750 | .000 | .000 | 1.0 | 3.0 | .0  | .0  | 6.0  |
| 1999–00 | Cleveland     | 25  | 0  | 10.1 | .473 | .400 | .783 | 1.0 | 1.8 | .5  | .0  | 5.3  |
| 2000–01 | L.A. Clippers | 10  | 0  | 14.9 | .397 | .125 | .824 | 1.1 | 3.2 | .5  | .0  | 6.5  |
| 2001–02 | L.A. Clippers | 68  | 2  | 11.2 | .400 | .310 | .770 | .8  | 2.1 | .3  | .0  | 4.1  |
| 2002–03 | Golden State  | 68  | 0  | 19.4 | .429 | .377 | .865 | 1.3 | 3.3 | .6  | .1  | 8.8  |
| 2003–04 | Denver        | 82  | 3  | 22.5 | .419 | .322 | .877 | 1.7 | 3.6 | .6  | .0  | 10.2 |
| 2004–05 | Denver        | 82  | 5  | 26.4 | .413 | .337 | .921 | 1.7 | 4.5 | .9  | .2  | 12.4 |
| 2005–06 | Denver        | 60  | 0  | 25.7 | .410 | .346 | .874 | 1.4 | 3.8 | .8  | .1  | 12.6 |
| 2006–07 | Denver        | 31  | 4  | 28.3 | .413 | .373 | .908 | 2.0 | 4.3 | .8  | .1  | 15.2 |
| 2006–07 | Milwaukee     | 35  | 19 | 33.0 | .427 | .419 | .886 | 2.2 | 4.5 | .9  | .0  | 14.0 |
| 2007–08 | Charlotte     | 36  | 0  | 16.0 | .355 | .318 | .831 | .9  | 2.7 | .4  | .0  | 5.1  |
| 2009–10 | Washington    | 67  | 1  | 16.7 | .427 | .317 | .865 | 1.1 | 2.6 | .4  | .0  | 6.6  |
| 2010–11 | Milwaukee     | 57  | 0  | 15.1 | .443 | .380 | .841 | 1.0 | 2.5 | .7  | .0  | 7.2  |
| 2011-12 | Houston       | 8   | 0  | 13.9 | .333 | .222 | .867 | 1.4 | 2.1 | .1  | .0  | 4.9  |
| Total   | Total         | 652 | 34 | 19.3 | .417 | .348 | .876 | 1.3 | 3.2 | .6  | .0  | 8.9  |

### Playoffs
| Año   | Equipo | PJ | PT | MPP  | %TC  | %3P  | %TL  | RPP | APP | ROB | TPP | PPP  |
| ----- | ------ | -- | -- | ---- | ---- | ---- | ---- | --- | --- | --- | --- | ---- |
| 2004  | Denver | 5  | 0  | 24.2 | .444 | .357 | .857 | 2.4 | 3.8 | 1.0 | .2  | 13.4 |
| 2005  | Denver | 5  | 1  | 30.4 | .397 | .000 | .895 | 1.0 | 3.8 | .8  | .2  | 14.2 |
| 2006  | Denver | 5  | 0  | 28.0 | .322 | .211 | .795 | 1.4 | 4.0 | .8  | .0  | 11.0 |
| Total | Total  | 15 | 1  | 27.5 | .389 | .225 | .837 | 1.6 | 3.9 | .9  | .1  | 12.9 |